# Muricella paraplectana
Espèce
Muricella paraplectana est une des gorgones dans laquelle l'Hippocampe pygmée (Hippocampus bargibanti) jaune avec des excroissances orange aime se cacher.